# Enzo Lefort
Enzo Lefort (født 29. september 1991) er en fransk fægter, der konkurrerer i fleuret.

## Karriere
Han repræsenterede Frankrig ved sommer-OL 2012 i London, hvor han blev elimineret i anden runde i den individuelle konkurrence.
Han vandt sølv ved sommer-OL 2016 i Rio de Janeiro.
Ved sommer-OL 2020 i Tokyo, som blev afholdt i 2021, blev han elimineret i kvartfinalen i den individuelle konkurrence. Han vandt senere guld i holdkonkurrencen.
Ved sommer-OL 2024 i Paris vandt han bronze i holdkonkurrencen.